# Robledillo de Trujillo
Robledillo de Trujillo és un municipi de la província de Càceres, a la comunitat autònoma d'Extremadura (Espanya).

## Demografia
| 2001 | 2002 | 2003 | 2004 | 2005 | 2006 |
| ---- | ---- | ---- | ---- | ---- | ---- |
| 497  | 490  | 473  | 467  | 465  | 454  |